# Йонади
Йона̀ди (на италиански: Jonadi, може да се намира и неправилната, но пространна форма Ionadi) е малко градче и община в Южна Италия, провинция Вибо Валентия, регион Калабрия. Разположено е на 430 m надморска височина. Населението на общината е 3796 души (към 2012 г.).